# Georgia Music Hall of Fame
De Georgia Music Hall of Fame bestond van 1996 tot 2011 in Macon als eerbetoon aan musici die een betekenisvolle rol hebben gehad voor de Amerikaanse staat Georgia. Hoewel de erezaal in 2011 werd opgeheven vanwege een te laag aantal bezoekers en bezuinigingen op de overheidssubsidie, werden er in 2012 toch nog artiesten aan toegevoegd.

## Hall of Fame
| Jaar | Artiest                          |
| ---- | -------------------------------- |
| 1979 | Bill Lowery                      |
| 1979 | Ray Charles                      |
| 1980 | Johnny Mercer                    |
| 1980 | Ray Stevens                      |
| 1980 | Zenas Daddy Sears                |
| 1981 | Joe South                        |
| 1981 | Otis Redding                     |
| 1981 | Thomas Dorsey                    |
| 1982 | Boudleaux Bryant                 |
| 1982 | Brenda Lee                       |
| 1982 | Duane Allman                     |
| 1983 | Albert Coleman                   |
| 1983 | Harry James                      |
| 1983 | James Brown                      |
| 1983 | Piano Red Perryman               |
| 1983 | Roba Stanley                     |
| 1984 | Buddie Buie                      |
| 1984 | Fiddlin' John Carson             |
| 1984 | James Melton                     |
| 1984 | Little Richard Penniman          |
| 1985 | Bill Anderson                    |
| 1985 | Eva Mae LeFevre                  |
| 1985 | Graham Jackson                   |
| 1985 | Zell Miller                      |
| 1986 | George Riley Puckett             |
| 1986 | Hovie LIster                     |
| 1986 | Phil Walden                      |
| 1986 | Tommy Roe                        |
| 1987 | Alex Cooley                      |
| 1987 | Bob Richardson                   |
| 1987 | Felton Jarvis                    |
| 1987 | Jerry Reed                       |
| 1988 | Billy Joe Royal                  |
| 1988 | Gid Tanner & the Skillet Lickers |
| 1988 | Joe Williams                     |
| 1988 | Robert Shaw                      |
| 1989 | Fletcher Henderson               |
| 1989 | Gladys Knight & the Pips         |
| 1989 | Harold Shedd                     |
| 1989 | Leroy Abernathy                  |
| 1990 | Blind Willie McTell              |
| 1990 | Chips Moman                      |
| 1990 | Ronnie Milsap                    |
| 1990 | Wendy Bagwell                    |
| 1991 | Joseph Cotton Carrier            |
| 1991 | Lena Horne                       |
| 1991 | Ray Whitley                      |
| 1991 | Roland Hayes                     |
| 1992 | Connie Haines                    |
| 1992 | Emory Gordy jr.                  |
| 1992 | Ma Rainey                        |
| 1992 | The Lewis Family                 |
| 1992 | The Tams                         |
| 1993 | Curtis Mayfield                  |
| 1993 | Dennis Yost & the Classics IV    |
| 1993 | J.R. Cobb                        |
| 1993 | Sam Wallace                      |
| 1994 | Chuck Willis                     |
| 1994 | Gwen Kesler                      |
| 1994 | Isaac Hayes                      |
| 1995 | Chet Atkins                      |
| 1995 | Elmo Ellis                       |
| 1995 | Joel Katz                        |
| 1995 | Ray Eberle                       |
| 1996 | Atlanta Rhythm Section           |
| 1996 | Joe Galkin                       |
| 1996 | Mac Davis                        |
| 1996 | Rodney Mills                     |
| 1997 | Atlanta Symphony Orchestra       |
| 1997 | Boots Woodall                    |
| 1997 | Dave Prater                      |
| 1997 | William Bell                     |
| 1998 | The Allman Brothers Band         |
| 1998 | Emma Kelly                       |
| 1998 | Lee Friedman                     |
| 1998 | Peabo Bryson                     |
| 1999 | Gram Parsons                     |
| 1999 | Jessye Norman                    |
| 1999 | Mike Clarke                      |
| 1999 | Travis Tritt                     |
| 2000 | Little Jimmy Dempsey             |
| 2000 | Michael Greene                   |
| 2000 | the B-52s                        |
| 2000 | Trisha Yearwood                  |
| 2001 | Alan Jackson                     |
| 2001 | L.A. Reid                        |
| 2001 | Ralph Peer                       |
| 2001 | Roy Drusky                       |
| 2002 | Clarence Carter                  |
| 2002 | The Harmoneers                   |
| 2002 | TLC                              |
| 2002 | Tom Wright                       |
| 2003 | Alan Walden                      |
| 2003 | Indigo Girls                     |
| 2003 | Kenny Rogers                     |
| 2003 | Mike Curb                        |
| 2004 | Chuck Leavell                    |
| 2004 | Hugh Jarrett                     |
| 2004 | Mary Lou Williams                |
| 2004 | Mattiwilda Dobbs                 |
| 2005 | Doug Johnson                     |
| 2005 | Newsong                          |
| 2005 | Patty Loveless                   |
| 2005 | The Sunshine Boy                 |
| 2006 | Dallas Austin                    |
| 2006 | Felice Bryant                    |
| 2006 | Gregg Allman                     |
| 2006 | Jermaine Dupri                   |
| 2006 | R.E.M.                           |
| 2007 | Babs Richardson                  |
| 2007 | Bobbie Bailey                    |
| 2007 | Freddy Cole                      |
| 2007 | Lynyrd Skynyrd                   |
| 2007 | Mylon LeFevre                    |
| 2007 | Usher                            |
| 2008 | Chris Bridges (Ludacris)         |
| 2008 | Dottie Rambo                     |
| 2008 | Dinah & Fred Gretsch             |
| 2008 | Hamp Swain                       |
| 2008 | Keith Sweat                      |
| 2008 | Widespread Panic                 |
| 2009 | Berry Oakley                     |
| 2009 | Bryan-Michael Cox                |
| 2009 | Collective Soul                  |
| 2009 | Johnny Carson                    |
| 2009 | Peter Conlon                     |
| 2009 | Roy Hamilton                     |
| 2009 | Shakir Stewart                   |
| 2009 | Third Day                        |
| 2010 | Charles Wadsworth                |
| 2010 | Charlie Brusco                   |
| 2010 | India.Arie                       |
| 2010 | Jennifer Larmore                 |
| 2010 | John Jarrard                     |
| 2010 | Paul Davis                       |
| 2010 | Pete Drake                       |
| 2010 | Pearly Brown                     |
| 2010 | The Black Crowes                 |
| 2011 | Jan "Mama J" Smith               |
| 2011 | Kenny Leon                       |
| 2011 | Mother's Finest                  |
| 2011 | Paul Cochran                     |
| 2011 | Toni Braxton                     |
| 2012 | 38 Special                       |
| 2012 | Alex Hodges                      |
| 2012 | Bob Van Camp                     |
| 2012 | Gary Rossington                  |
| 2012 | Johnny Jenkins                   |
| 2012 | Robert Spano                     |
| 2012 | Skinny Bobby Harper              |
| 2012 | Sugarland                        |